# Archimandrat San Salvatore

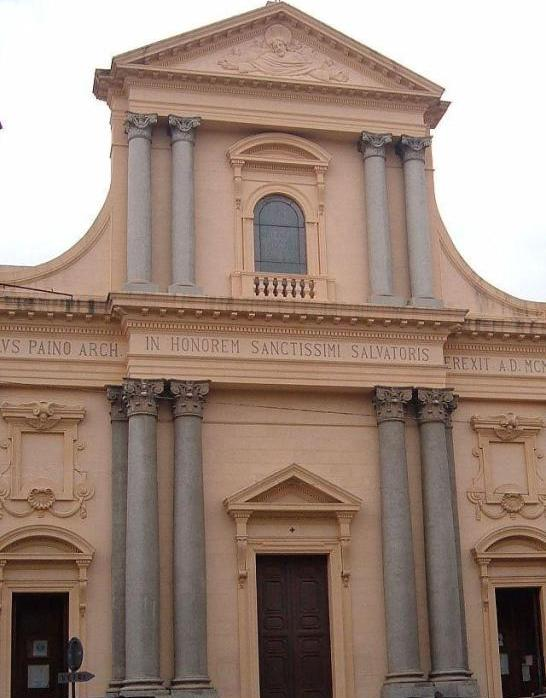
Konkathedrale Santissimo Salvatore in Messina

Der Archimandrat San Salvatore (ital. Archimandritato del Santissimo Salvatore ‚Archimandrat des Heiligsten Erlösers‘) war ein bedeutendes griechisches Kloster sowie ein Jurisdiktionsbezirk der Römisch-Katholischen Kirche in Sizilien mit zunächst Byzantinischem Ritus. Heute ist es in das Erzbistum Messina-Lipari-Santa Lucia del Mela eingegliedert.

## Geschichte

### Mittelalter

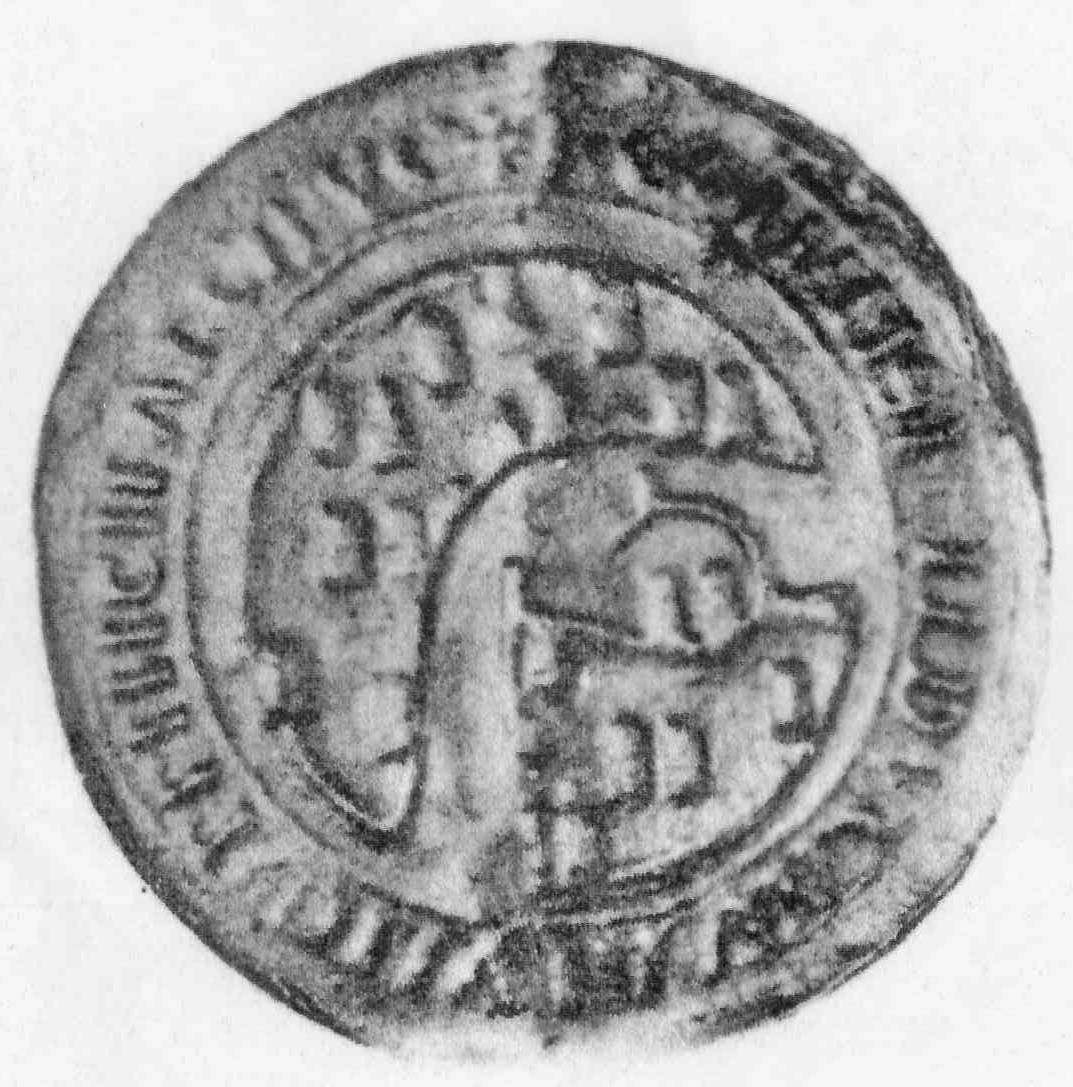
Lingua Phari auf Bulle Friedrichs.II (rechts in der Mitte)

Graf Roger I. ließ am äußersten Ende der Halbinsel S. Ranieri, wo heute die „Madonnina del Porto“ steht, ein griechisches Kloster errichten, dass dem Heiligsten Erlöser geweiht war. Sein Sohn, König Roger II. errichtete im Mai 1131 aus diesem und anderen griechischen Klöstern in Sizilien und Kalabrien das Archimandritat von San Salvatore. Dafür hatte Roger Bartholomäus von Simeri, den Abt des Patirion bei Rossano, als geistlichen Berater gewinnen können. Nach dessen Tod 1130 trat sein Schüler Lukas die Nachfolge an. In den mittelalterlichen Quellen wird das Kloster in der Regel mit dem Zusatz de lingua Phari (auf der Landzunge mit dem Leuchtturm) bezeichnet. Der erste Archimandrit, Lukas, redigierte zeitnah ein Typikon als Regel für die Gemeinschaft. Auch wenn das Verhältnis zu den Metochien und den Klöstern, die noch von einem eigenen Abt geleitet wurden (etwa San Filippo di Fragalà), aber der Aufsicht und Jurisdiktion des Archimandriten unterstanden, nicht immer ungetrübt war, wurde die Beziehung zum Bischof bzw. zum Erzbischof von Messina zum permanenten Streitpunkt. Nach den Vorstellungen Rogers sollte der Archimandrit von der Jurisdiktion des Bischofs von Messina befreit sein, ihm gegenüber aber zur Zinszahlung, zur Teilnahme an den Diözesansynoden und zu einem Treueid verpflichtet sein. Das Formular des Treueids, den Archimandrit Onofrius wohl zwischen 1159 und 1165 dem als Erzbischof bezeichneten Bischof Robert von Messina geleistet hat, orientiert sich am Vorbild der bischöflichen Treueide. 1175 bestätigte Alexander III. dem Onofrius die eingehend beschriebene Jurisdiktion über die in einer umfangreichen Liste aufgezählten abhängigen Klöster. In der Vorbehaltsklausel salva auctoritate wird gegenüber dem Ortsbischof nur die Verpflichtung zur Zinszahlung festgeschrieben, die iustitia, d. h. die bischöfliche Gewalt über das Kloster wird im Gegensatz zu den Privilegien für die Benediktiner, die ansonsten für das Dokument als Vorbild gedient haben, nicht erwähnt. Die Rechtsstellung von Archimandrit und Erzbischof war also nicht eindeutig geregelt, was unter Erzbischof Berardus zu jahrelangen Auseinandersetzungen führte.
Die materielle Ausstattung des Klosters wurde auch durch Wilhelm II. erweitert, zu den Förderern gehörte ebenfalls der normannische Vizekanzler Matheus, der sich in die Gebetsgemeinschaft des Klosters einkaufte.

#### Der Streit mit dem Erzbischof
In den Routinebestätigungen, die Cölestin III. Berard zum Amtsantritt ausstellte, wurde die Verpflichtung aller lateinischen und griechischen Äbte in der Diözese zur Leistung der Prokuration bei Visitation durch den Bischof eingeschärft. Nach den Bestimmungen Alexanders III. stand das Visitationsrecht über die Klöster des griechischen Ritus allerdings dem Archimandriten zu. 1216 hat Innozenz III. in einem allgemeinen Schutzbrief in Form einer littera cum serico die Rechte des Archimandriten bestätigt, ohne sie allerdings detailliert aufzuzählen. Am 1. November 1216 bestätigte sein Nachfolger Honorius III. fast wörtlich das Privileg von 1175: die Vorbehaltsklausel ist gleichlautend und damit gleich unpräzise. 1222 und 1223 entschied Honorius III., dass das Kloster dem Erzbischof unterstehe, obwohl sich Kaiser Friedrich II. für San Salvatore und seine Unabhängigkeit eingesetzt hatte. Der Papst rechtfertigte sich gegenüber dem Kaiser damit, dass das kanonische Recht keine Zwischenformen kenne. Da für San Salvatore keine Indizien für eine Exemtion bestünden, müsse es dem Ortsbischof unterstellt sein. Daraus solle dem Kloster jedoch kein Nachteil erwachsen: zur Einhaltung von Synodalbeschlüssen, die gegen die Regeln des griechischen Ritus verstießen, sei das Kloster nicht verpflichtet, der von den Mönchen gewählte Archimandrit solle vom Erzbischof ohne Widerstände bestätigt und kostenfrei geweiht werden, bei Disziplinarmaßnahmen gegen den Archimandriten habe der Erzbischof zwei griechische Äbte beizuziehen. Trotz Exkommunikation konnte der Widerstand der Mönche nicht überwunden werden. Nach dem Tod des Archimandriten Lukas sah sich der Papst im Oktober 1223 gezwungen, die Exkommunikation aufzuheben, um eine ordnungsgemäße Neuwahl zu ermöglichen. Der gewählte Nachfolger Makarios bemühte sich jedoch keineswegs um eine Bestätigung durch den Erzbischof.

#### Die Rolle des Archimandriten im Bistum
In der Hierarchie der Diözese nahm der Archimandrit die erste Stelle unmittelbar nach dem Erzbischof ein, wie wir aus den Adressen der Papstbriefe entnehmen können. Nur wenn auch die Suffraganbischöfe zu den Adressaten gehörten, wurde er erst nach ihnen genannt.
Das Kloster wurde auch in die Auseinandersetzungen zwischen den Päpsten und Manfred von Sizilien verwickelt. Zunächst konnte 1255 die Erlaubnis erwirkt werden, auch in Zeiten des Interdikts in der Klosterkirche Gottesdienst feiern zu können. 1256 erfolgte eine Doppelbesetzung des Archimandriten, wobei sich der Kandidat des Papstes Alexander IV. nicht gegen den Kandidaten König Manfreds durchsetzen konnte. Nach dem Brand der Kathedrale von Messina 1266 bemühte sich der Archimandrit in Einvernehmen mit dem Domkapitel um die päpstliche Bewilligung einer Sondersteuer zur Finanzierung der Kosten von Reparatur und Wiederaufbau. Zu diesem Zeitpunkt war das Erzbistum noch vakant, der Archimandrit handelte de facto wie ein Generalvikar, ohne diese Funktion tatsächlich auszuüben.
Der Archimandrit wurde nicht nur vom Papst als Delegat bei Streitigkeiten zwischen lateinischen Geistlichen eingesetzt, auch in der Stadt ist von Konflikten mit der lateinischen Bevölkerung oder dem lateinischen Klerus nichts bekannt. 1212 soll der Archimandrit für die erste Niederlassung der Franziskaner in Messina eine Kirche zur Verfügung gestellt haben. Nachdem eine Sturmflut die Mauer des Klostergebäudes, die zum Stretto hin gelegen war, erheblich beschädigt hatte, erwirkte der Archimandrit 1323 von Johannes XXII. einen Ablassbrief, mit dem die lateinischen Bürger der Stadt zu Spenden veranlasst werden sollten – für Anhänger des griechischen Ritus ist der Ablass funktionslos. Im gleichen Jahr bestätigte der Papst dem Archimandriten seine Pfarrrechte über die griechischen Gläubigen.

### 14. und 15. Jahrhundert
Die wirtschaftliche Situation von San Salvatore war im 14. Jahrhundert zumindest nach der Einschätzung der Römischen Kurie recht zufriedenstellend, denn in den Taxlisten des Kämmerers für die Servitien wurde es mit 500 Florin geführt (1313–1421) und war damit die am höchsten taxierte griechische Abtei. Grottaferrata wurde mit 400 Florin geringer eingeschätzt.
Zu Beginn des 14. Jahrhunderts gelang es den Archimandriten vorübergehend, für ihr Kloster die Romunmittelbarkeit zu erreichen. Eine auf den Namen Innozenz III. hergestellte Fälschung mit einem Passus über die Exemtion wurde von Johannes XXII. 1323 und von Clemens VI. 1342 bestätigt und damit anerkannt. Auf Dauer konnte dieser Rechtszustand erst 1457 gesichert werden. Dies wurde durch den Kardinalbischof von Tusculum, Bessarion, erreicht, den Kalixt III. 1456 zum Archimandriten von San Salvatore ernannt hatte. Bessarion war seit 1446 Kardinalprotektor der Basilianer und übte seit 1451 das Visitationsrecht über alle griechischen Klöster in Italien aus. In Messina richtete er zwei Lehrstühle für Griechisch ein, da die Sprachkenntnisse der griechischen Mönche sehr gering waren. Er griff damit auf die Tradition der bereits 1404 von König Martin und vom Senat von Messina eingerichteten Griechischschule für die Basilianer zurück, die allerdings 1449 eingegangen war. 1467 ernannte Bessarion Konstantin Laskaris zum Professor für Griechisch, unter dem die Schule in Messina ihre Blütezeit erlebte. Zu seinen bekannten Schülern zählte Pietro Bembo, der 1492 nach Messina kam. Laskaris starb am 15. August 1501.

### Neuzeit

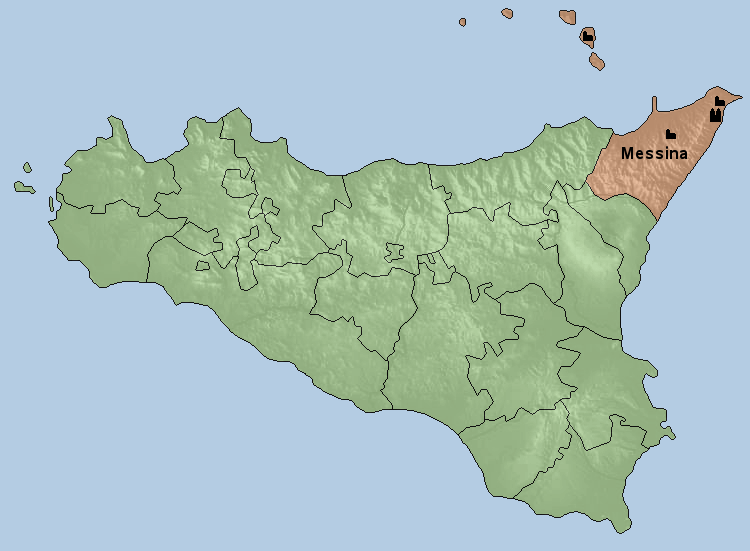
Karte des Erzbistums Messina-Lipari-Santa Lucia del Mela

Im 16. Jahrhundert ließ Karl V. das alte Kloster auf der Landzunge abreißen, um an dessen Stelle eine Festung zu errichten. Weiter nördlich an der Küste, an dem Ort, an dem heute das Museo Regionale di Messina steht, wurde das Kloster neu errichtet.
Am 23. März 1635 wurde das Archimandritat des Heiligsten Erlösers von Papst Urban VIII. zu einer eigenständigen Diözese erhoben, die unabhängig vom Erzbistum Messina war.
Nach der Säkularisation und der Unterdrückung von Ordensgemeinschaften im 19. Jahrhundert fehlten einerseits die Basilianermönche, welche das Rückgrat des Archimandritats bildeten, andererseits die Güter, die der Staat enteignet hatte.
Im Jahr 1839 begann eine fast fünfzig Jahre dauernde Sedisvakanz. Am 31. August 1883 wurden die Pfarreien des Archimandritats von Papst Leo XIII. dem Erzbistum Messina unterstellt. Der Erzbischof von Messina war von da an auch Archimandrit. Formal blieb das Archimandritat jedoch als eigenes Rechtssubjekt bestehen, bis es 1986 endgültig mit dem Erzbistum Messina-Lipari-Santa Lucia del Mela vereinigt wurde. Die Kathedralkirche des Archimandritats, SS Salvatore, dient heute als Konkathedrale des Erzbistums.

## Quellen

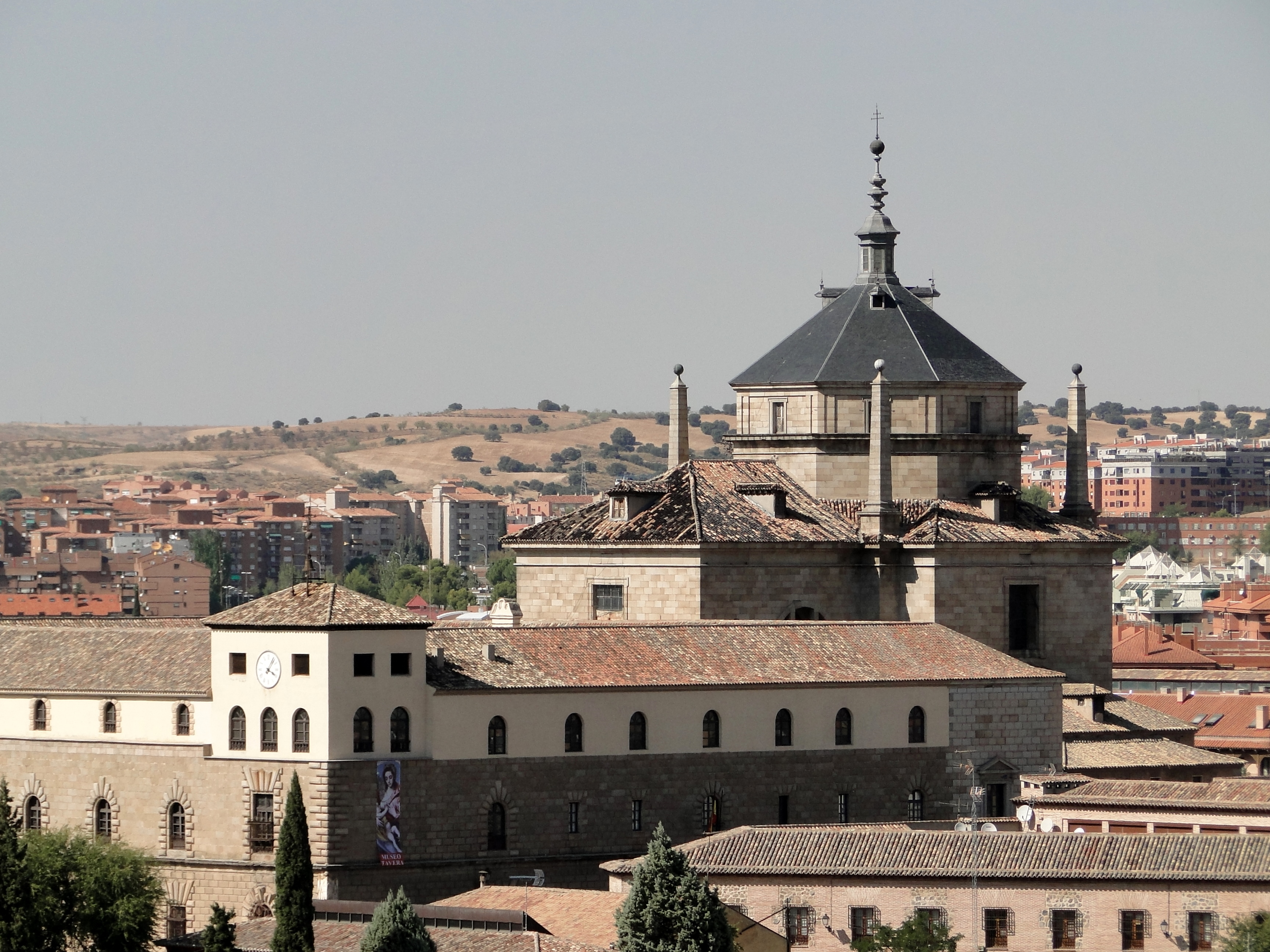
Ehemaliges Hospital Tavera in Toledo, Sitz des Archivs Medinaceli